# Melanocera
Melanocera is een geslacht van vlinders van de familie nachtpauwogen (Saturniidae), uit de onderfamilie Saturniinae.

## Soorten
- M. dargei Terral, 1991
- M. menippe (Westwood, 1849)
- M. nereis (Rothschild, 1898)
- M. parva Rothschild, 1907
- M. pinheyi Lemaire & Rougeot, 1974
- M. pujoli Lemaire & Rougeot, 1974
- M. sufferti (Weymer, 1896)
- M. widenti Terral & Darge, 1991